# 青柳町 (前橋市)
青柳町（あおやぎまち）は、群馬県前橋市の地名。郵便番号は371-0056。2013年現在の面積は1.16km2。

## 地理
利根川に注ぐ桃ノ木川左岸に位置している。北部には赤城白川が南流しており、この2つの河川に挟まれた地域に集落が開かれた。
南半分が古利根川の氾濫原である広瀬川低地帯に属していて、北半分は赤城火山麓と白川扇状地の扇端部にあたる。

### 河川
- 桃ノ木川
- 赤城白川

## 歴史
長寛年間に青柳御厨が成立した。（『神宮雑書』）
江戸時代頃からある地名で、前橋藩領だった。前橋市に合併してからの30年間で世帯数は10倍、人口は5倍以上に増加した。
龍蔵寺が現在の位置に移された際に、付近を分村し「龍蔵寺村」としたために、町域は龍蔵寺町を包み込むような形をしている。

### 年表
- 1889年4月1日 町村制施行により青柳村は上小出村、下小出村、北代田村、下細井村、上細井村、龍蔵寺村、日輪寺村、川端村、荒牧村、川原島新田村、関根村、田口村と合併し南勢多郡南橘村が成立する。
- 1896年4月1日 郡統合（南勢多郡と東群馬郡の統合）により南橘村は勢多郡に所属する。
- 1954年9月1日 勢多郡南橘村は前橋市に編入合併する。そのため前橋市青柳町となる。
- 2017年3月19日 国道17号（上武道路）の群馬県道4号前橋赤城線 - 国道17号 間の開通に伴い、当町に初めて国道が通る事となる。

## 世帯数と人口
2017年（平成29年）8月31日現在の世帯数と人口は以下の通りである。
| 町丁   | 世帯数    | 人口    |
| ------ | --------- | ------- |
| 青柳町 | 2,201世帯 | 5,058人 |

## 経済

### 町内にある企業
- しみずスーパー営業本部[5]

## 小・中学校の学区
市立小・中学校に通う場合、学区は以下の通りとなる。
| 番地 | 小学校             | 中学校             |
| ---- | ------------------ | ------------------ |
| 一部 | 前橋市立細井小学校 | 前橋市立鎌倉中学校 |
| 一部 | 前橋市立桃川小学校 | 前橋市立南橘中学校 |

## 交通

### 鉄道
鉄道駅はない。

### 道路
国道は国道17号上武道路が通っており、県道は群馬県道76号前橋西久保線と群馬県道151号津久田停車場前橋線が通っている。

## 施設
- 前橋青柳郵便局